# Samarija (grad)
Samarija je bio grad na području Kraljevstva Izrael u razdoblju od početka 9. st. pr. Kr., pa do 721. pr. Kr.
Grad Samariju započinje graditi kralj Omri, a završio ju je njegov sin Ahab. Grad, a zatim i cijelo Sjeverno Kraljevstvo naziv „Samarija“ dobili su po prijašnjem vlasniku brežuljka na kojem je grad izgrađen. On nije bio Izraelac, a zvao se Šemer. Asirci 722. pr. Kr. Zauzimaju Sjeverno Kraljevstvo i ruše Samariju. Kasnije se ponovno gradi, a Herod Veliki daje mu novo ime Sebasta, što znači Augusta u čast caru Augustu Oktavijanu. Arapsko selo nastalo na ruševinama Sebaste zove se Sebastija.
Godine 358. područje Palestine podijeljeno je na tri upravna okruga, na Palestinu Primu, Secundu i Tertiu. Samarija je pripala Secundi. Samarijanci su se pokušali osamostaliti pa su se dobivši od Perzijanaca obećanje da će im u tome pomoći dva puta pobunili najprije 485., a potom i 529. godine. Nakratko su ustanovili vlastitu državu čije je postojanje nasilno ugušeno. Kroz pokrajinu Samariju prolaze važni prometni putevi Via Maris i Kraljevski put.
U Svetom pismu grad Samarija spominje se u Knjizi proroka Amosa zbog nereda koji u njoj vlada. Kaže da će je opkoliti neprijatelji i uništiti, a sinovi Izraelovi će se spasiti. Također se spominje u Prvoj knjizi o Kraljevima, gdje se spominje oholost kralja Omrija. Nadalje se spomonje u Drugoj knjizi o Kraljevima gdje se govori o podrijetlu Samarijanaca i njihovom štovanju poganskih kultova uz štovanje Jahve. Spominje se i u knjizi proroka Hošee gdje se spominje tele koje se nalazilo u svetištu na Gerizimu.  